# حوزه انتخابیه سوم تنسی
حوزه انتخابیه سوم تنسی یک حوزه انتخابیه مجلس نمایندگان آمریکا است که در ایالت تنسی قرار دارد.